# Beg možganov
Beg možganov (znan tudi pod angleškim izrazom brain drain) je pojem, ki opisuje eno od oblik migracij in ga na splošno uporabljamo, kadar govorimo o odhajanju oz. emigraciji izobraženega kadra v tujino, najpogosteje iz manj razvitih v razvitejše družbe.
Pojav naj bi prispeval k nazadovanju razvoja družbe, izgubi investicij v šolanje strokovnjakov, ki odidejo, prav tako pa naj bi imel negativne posledice na tiste, ki ostanejo doma, saj naj bi bila družba, osiromašena strokovnega kadra, nesposobna učinkovitega delovanja in razvoja. Ali v določenem okolju oziroma družbi širše obstaja nagnjenost k odhodu (bodočih) strokovnjakov, ki se bodo vrnili ali pa tudi ne, je odvisno od samih vzrokov za beg možganov.

### Beg izobražencev
Obseg pojma izobraženost se je skozi čas pomaknil od dokončane srednješolske izobrazbe do stopnje magisterija in doktorata. Ljudje, ki so oz. so bili zajeti v sklop proučevanja bega možganov, v svojem času predstavljajo izobrazbeni vrh različnih gospodarsko-družbenih sfer in pomemben razvojni potencial. Nekoč je bila problematika omejevanja odhoda znanstvenikov in strokovnjakov na delo v tujino pereča za manj razvite države, dandanes pa je postala aktualna tudi za nekatere razvite evropske države.
Še posebej od nastopa gospodarske krize leta 2008 je beg možganov vedno obsežnejši, saj se mladi znanstveniki in raziskovalci iz držav Južne Evrope, ki jih je zajela kriza, selijo v severne države. Med žrtve tega pojava sodi tudi Slovenija.

## Vzroki za beg možganov
Vzroki za beg možganov iz razvitejših v manj razvite države se dotikajo predvsem prednosti bolj razvitih in pomanjkljivosti manj razvitih držav:
- Razlika v plači,
- Poklicne priložnosti v razvejših državah,
- Prenizka dovzetnost za spremembe oz. inovacije v domovini,
- Naprednejše izobraževanje v tujini,
- Pomanjkanje zaposlovanja izobražene delovne sile v domovini,
- Večji tehnološki napredek v tujini,
- Politična neenotnost in nestabilnost v domovini,
- Diskriminacija v domovini.

Vzroke za beg možganov skušajo pojasniti tudi različne teorije, med katerimi sta najbolj pogosti teorija dejavnikov odbijanja in privlačevanja (ang. »push – pull theory«) ter metoda razlik.

### Teorija dejavnikov odbijanja in privlačevanja
Teorija razlaga vzroke, izbirnost, smer in obseg migracij, in sicer s pomočjo dejavnikov, ki ljudi odbijajo (angl. »push«) iz starega okolja, in dejavnikov, ki jih pritegnejo (angl. »pull«) v novem okolju.
| Dejavniki odbijanja               | Dejavniki privlačevanja                               |
| --------------------------------- | ----------------------------------------------------- |
| Ekonomsko nazadovanje             | Ekonomska rast                                        |
| Zmanjševanje narodnih virov       | Dvig standarda                                        |
| Padec standarda                   | Dvig dohodka                                          |
| Nizek dohodek                     | Možnosti za ustrezne zaposlitve in poklicno promocijo |
| Brezposelnost                     | Možnosti izobraževanja                                |
| Katerakoli diskriminacija         | Povezano družinsko in sorodstveno življenje           |
| Omejene možnosti za osebni razvoj | Možnost za koristno izkoriščanje prostega časa        |
|                                   | Možnosti za strokovno povezovanje                     |

Ta teorija predpostavlja, da so pozitivni in negativni dejavniki v izvorni družbi znani in imajo vpliv na odločitev posameznika, kadar se ta želi seliti zaradi lastnih potreb in interesov. Odločitev za emigracijo je torej odvisna od posameznikovega doživljanja navedenih dejavnikov in lastnih potreb. Teorija ne vključuje posebnih okoliščin, kot so vojne in naravne katastrofe, prav tako pa ne upošteva primerjalnih vidikov, ki so pri pojavu bega možganov ključni.

### Metoda razlik
Oteiza je zagovarjal primerjalne vidike, ki jih upošteva posameznik, kadar se odloča o odhodu v tujino. V svoji metodi razlik je opredelil štiri dejavnike, ki jih potencialni emigrant primerja med državo emigracije in državo imigracije: 
- Razlike v dohodku,
- Razlike v podpori,
- Relativne razlike v povprečni plači,
- Ostale razlike kot so npr. politična stabilnost ter možnost zaposlitve in napredovanja.

## Učinek bega možganov na države »pošiljateljice«
Vzhodnoevropske države, kot sta Poljska in Bolgarija, so od leta 1990 izgubile nezanemarljivo veliko število visoko kvalificiranih državljanov. Te države prav tako doživljajo veliko izgubo ne le uveljavljenih znanstvenikov, temveč tudi mladega potenciala. Migracija s svojimi učinki deluje nekoliko selektivno, kar se kaže v tem, da odhajajo najbolj kvalitetni in entuziastični raziskovalci znotraj specifičnih disciplin in pod-disciplin.
Državam, iz katerih strokovnjaki odhajajo, predstavlja eno največjih skrbi pomanjkanje donosnosti precejšnje naložbe, namenjene za izobraževanje znanstvenikov in strokovnjakov na različnih področjih. Posledice emigracije pa ne prinašajo le izgube denarja davkoplačevalcev in subvencioniranja človeškega kapitala, temveč se lahko v prihodnosti zgodi, da povečanje investicij v izobraževanje mladih, ki so odločeni ostati, ne bo več opravičljivo.
Številnim avtorjem, ki se ukvarjajo z vprašanjem bega možganov, predstavlja problem tega fenomena tudi obnovitvena kapaciteta držav, iz katerih odhajajo strokovnjaki. Posebno je ta problem pereč na področjih znanosti, tehnologije in inženirstva, saj naj bi ti sektorji predstavljali poglavitni vir bogastva in razvoja, njihov obseg pa odraža družbo znanja. Nekateri so mnenja, da ima emigracija znanstvenikov multiplikativen negativen učinek na obnovitveno zmožnost države in na zmožnost ustvarjanja novih generacij mladih raziskovalcev. Najboljši znanstveniki namreč odidejo skupaj s svojim znanjem in slovesom, ki pa delujeta kot močni sili pri pridobivanju in kvalitetnem izobraževanju mlajših znanstvenikov. Izguba strokovnjakov in potencialne mladine torej za državo »pošiljateljico« na dolgi rok lahko prinaša katastrofalne posledice.
Nekatere teorije pa zagovarjajo obstoj pozitivne strani tega pojava, in sicer odhajanje v tujino po izobrazbo in vračanje nazaj, kar se z večjo verjetnostjo zgodi v družbah z ekonomijo, naklonjeno migracijam.

## Beg možganov v Evropi
Pojav bega možganov v Evropi lahko razdelimo na dva podpojava: Prvi je odhajanje visoko kvalificiranih znanstvenikov iz 'Zahodne Evrope' pretežno v ZDA, drugi pa je migracija izkušenih delavcev iz 'Srednje' in 'Jugovzhodne Evrope' v 'Zahodno Evropo', znotraj EU. Medtem ko se v nekaterh državah ta trend upočasnjuje, določene vzhodnoevropske države še naprej trpijo ekstremno visoko stopnjo bega možganov. EU je doslej zabeležila opazno izgubo visoko kvalificiranih delavcev in zato predstavila program »modre karte« – podoben ameriški zeleni karti – ki »poskuša privabiti dodatnih 20 milijonov delavcev iz Azije, Afrike in Latinske Amerike v naslednjih dvajsetih letih«.
Čeprav EU zaznava potrebo po ekstenzivni imigraciji v namen ublažitve učinka starajoče se populacije, so nacionalistične politične stranke v mnogih evropskih državah pridobile podporo pri predlogih za strožje zakone, ki bi imigracijo omejevali. Imigranti so namreč zaznani kot breme državi in vzrok za socialne probleme, kot sta porast kriminala in velikih kulturnih razlik.

## Beg možganov v Sloveniji

### 1990. leta
Mednarodna organizacija za migracije je s pomočjo ankete leta 1999 ugotovila relativno nizek interes prebivalcev Slovenije za izselitev glede na evropske države, vključene v analizo. Le 7 % anketirancev je izrazilo željo po trajni izselitvi. Razlog za tako nizek delež potencialne emigracije je bil najverjetneje to, da je bila Slovenija najbolj gospodarsko razvita post-socialistična država med vključenimi v analizo, prav tako pa so prebivalci Slovenije takrat izražali največ zadovoljstva z ekonomskimi in političnimi reformami. Dejavniki odbijanja v Sloveniji torej niso bili močni, prav tako pa so bili dejavniki privlačevanja slovenskim državljanom manj pomembni kot državljanom drugih opazovanih držav. Za prebivalce Slovenije je bila ob koncu devetdesetih značilna kombinacija dobre situacije doma in poznavanja slabih izkušenj delavcev v tujini, zaradi česar jih večina ni razmišljala o emigraciji.

### Odhajanje raziskovalcev
Raziskava, ki je ugotavljala stopnjo bega možganov v različnih evropskih državah, je pokazala, da je bil sredi 90. let 20. stoletja obseg potencialnih emigrantov med raziskovalci v Sloveniji večji kot v večini drugih evropskih držav. Tipičen potencialni dolgoročni emigrant iz vrst slovenskih raziskovalcev pa je bil samski moški z magisterijem znanosti, star do 40 let, s področja tehničnih ved, ki bi odšel v tujino predvsem zaradi boljših razmer za znanstveno delo.
Rezultati ankete Inštituta za ekonomska raziskovanja so pokazali, da je med letoma 1995 in 2004 v tujini ostalo približno 73 slovenskih raziskovalcev (povprečno 8 na leto). Anketa, ki je ugotavljala potencialno emigracijo med študenti, pa je pokazala, da bi se jih kar tri četrtine tistih, ki so že koristili možnost mednarodne izmenjave Erasmus, odločila za zaposlitev v tujini, med študenti, ki so študirali le v Sloveniji, pa polovica. Na podlagi teh podatkov bi lahko letni odliv študentov v tujino po končanem izobraževanju znašal tudi do nekaj tisoč oseb. 8 % anketiranih Erasmus študentov se je v tujini že zaposlilo. Anketiranci so kot glavne motive za odseljevanje navedli predvsem »pull« dejavnike: možnost višjega zaslužka, pridobitev in obogatitev znanj ter izhodišče za ustvarjanje poklicne kariere. V tem obdobju je bil sicer tipičen predstavnik potencialnega emigranta doktor znanosti, moškega spola, star do 40 let, delujoč v večjem javnem raziskovalnem inštitutu, na področju naravoslovnih ali tehničnih ved, glavni razlog odhoda pa je bilo raziskovalno delo.

### 21. stoletje
V tujini je 1. januarja 2015 prebivalo več kot 13.000 državljanov Slovenije, rojenih v Sloveniji, starih 25–39 let.
Vsak tretji od teh je imel terciarno izobrazbo. Več kot polovica se jih je odselila v zadnjih štirih letih. Od teh jih je imelo terciarno izobrazbo 41 % (od žensk vsaka druga), med temi pa je bilo več kot 300 magistrov ali doktorjev znanosti. Za dve tretjini odseljenih iz Slovenije je bil naslov v tujini znan; največ jih je prebivalo v Avstriji (vsak četrti), v Nemčiji (vsak šesti) in na Hrvaškem (vsak osmi).

## Gospodarska kriza 2008
S pojavom in vztrajanjem gospodarske krize se preseljevanje delovne sile prek evropskih meja stopnjuje. Vedno pogostejši migranti so mladi znanstveniki in raziskovalci iz držav južne Evrope, ki jih je zajela kriza. Omenjeni strokovnjaki se zato iz teh držav selijo na sever. Čeprav v tem obdobju beg možganov ni nov pojav, je problematično predvsem dejstvo, da se za razliko od obdobij pred krizo, znanstveniki ne selijo le zato, ker si tega želijo, temveč zato, da preživijo (»push« dejavniki). V prihodnosti lahko sledita dva scenarija: ali bo gospodarstvo v kriznih državah pričelo rasti in se bodo ti znanstveniki vrnili, ali pa si gospodarstvo prav zaradi pomanjkanja najbolj izobraženih oz. najbolj sposobnih kadrov ne bi opomoglo in bo država obtičala v ekonomskem modelu nizke rasti.